# Hibiscus whytei
Hibiscus whytei är en malvaväxtart som beskrevs av Otto Stapf. Hibiscus whytei ingår i Hibiskussläktet som ingår i familjen malvaväxter. Inga underarter finns listade i Catalogue of Life.